# 트라케 (태수령)
아케메네스 제국의 트라케 또는 트라키아는 스트라피(태수령)였다. 그곳은 다리우스 대왕의 치세중에 마르도니오스 장군에 의해 정복되었다. 헤로도토스는 트라키아인과 헬레스폰토스인과 마리안디니아인을 아케메네스 제국의 III 지역으로 분류하였다. 